# Domaine impérial de Solférino
Le domaine impérial de Solférino est une ancienne propriété foncière privée créée par Napoléon III préfigurant la commune de Solférino, dans le département français des Landes. Son bourg est classé site patrimonial remarquable.

## Présentation
Le domaine est fondé en 1857 par l'empereur dans l'esprit de sa loi relative à l'assainissement et à la mise en culture des Landes de Gascogne, adoptée la même année. L'objectif est d'en valoriser les terres ingrates par l'établissement d'exploitations agricoles et la plantation de forêts de pins maritimes, sur des espaces communaux vacants jusque-là employés pour la transhumance et le pacage des brebis landaises dans le cadre du système agropastoral  alors en usage. Terre d'expériences, le site compte parmi les différents domaines que l'empereur possède, notamment un de 2 000 hectares en Champagne crayeuse qualifiée de « pouilleuse » par les agronomes du XVIIIe siècle, un autre de 3 000 hectares en Sologne, un autre encore à Colpo dans les Landes de Lanvaux et dans la Brenne. La commune de Solférino est créée par la loi du 9 mai 1863 à partir de ce domaine. Son nom est un hommage à la bataille de Solférino, victoire remportée par les troupes napoléoniennes sur les Autrichiens en 1859. Les Landais du 34e régiment d'infanterie qui s'y étaient vaillamment comportés sont ainsi honorés, ainsi que le 17e régiment d'artillerie à cheval (17e RAC). L'expérimentation prend fin en 1870, avec la chute du Second Empire consécutive à la défaite française à la bataille de Sedan.

### Génèse du projet
Napoléon III, qui traverse les Landes quand il se rend à Biarritz avec l'impératrice, a pour ce département déshérité des ambitions de développement économique, qu'il expose dès 1852 en ces termes : « Ce que mon oncle avait projeté en faveur des Landes, je le réaliserai ». Il mène ou soutient ainsi différentes actions en ce sens, avec notamment la création de la station thermale d'Eugénie-les-Bains, la modernisation du port de Capbreton, la construction du phare de Contis, de canaux, routes et de ponts, etc.
En 1857, il achète pour la somme de 450 000 francs financée sur ses deniers personnels 7 000 hectares de terres sablonneuses, marécageuses et peu fertiles sur sept communes de la Haute Lande (Commensacq, Escource, Labouheyre, Lüe, Morcenx, Sabres et Onesse-et-Laharie) afin de créer son domaine, dont le nom est à l'origine celui de « ferme impériale des Landes ».
Le choix de l'endroit ne doit rien au hasard. En effet, le tronçon entre Lamothe et Dax de la ligne de Bordeaux-Saint-Jean à Irun ouvre en 1854. Il traverse le secteur dans le sens nord-sud et accueille la gare de Solférino, inaugurée en 1857 sous le nom de « station de Sabres ». Dans un même temps, la route départementale reliant Sabres à Escource est en cours de réalisation, dans le sens est-ouest. Le bourg du domaine impérial est installé à 1,5 km à l'est de ce carrefour, voué à faciliter l'écoulement des futures productions agricoles.
Les visées du projet impérial sont non seulement économiques, mais aussi politiques et sociales. Dans son rêve de régénérer les vastes espaces en déshérence des Landes, Napoléon III souhaite en effet créer en ces lieux un village pionnier, une sorte de cité idéale, , pour y soutenir le progrès social, la prospérité, les vertus de l'industrie et de la colonisation, selon sa foi dans le positivisme inspirée par Auguste Comte et le duc de Saint-Simon.

### Organisation et aménagements
Napoléon III confie la direction de son domaine à Henri Crouzet, ingénieur des Ponts-et-Chaussées, ingénieur du service hydraulique des Landes et ingénieur en chef de la Compagnie du Midi des frères Pereire. Crouzet se charge de racheter les parcelles enclavées dans le domaine.
Un bourg est créé au centre de ce nouveau domaine impérial. Il ne s'appuie pas sur le schéma classique des villes nouvelles de l'époque mais suit un plan minimaliste, réduit au tracé unique d'une allée centrale orientée nord-sud, nommée cours Napoléon (puis devenue cours du Centenaire en commémoration du centième anniversaire de la commune), doublée de deux contre-allées. De part et d'autre de l'allée centrale sont édifiés l'église Sainte-Eugénie de Solférino d'un côté, le presbytère de l'autre, la mairie-école et dix maisons d'artisans (dont celle du maréchal-ferrant), toutes identiques, caractérisées par leur auvent sur colonnettes en fonte en façade. Le long des contre-allées sont édifiées les 26 habitations des ouvriers agricoles très différentes de la maison landaise traditionnelle et appelées « cottages », dont la construction débute le 10 juillet 1860 selon trois modèles différents : cottage simple, double, ou grand cottage. Pour peupler le domaine, Crouzet fait venir des « colons » majoritairement issus des communes voisines et choisis pour leur moralité et leurs capacités au labeur. Lors de leur installation, chaque famille reçoit une avance de semences, engrais, outils, une vache laitière et un ou deux porcelets. Les meilleurs producteurs et les meilleures ménagères sont récompensés par des médailles.
Trente-huit maisons au total sont ainsi édifiées, dont vingt-six pour y loger des ouvriers agricoles, dix les artisans, les autres étant attribuées aux régisseurs, nommés par Napoléon III. Les ouvriers agricoles hébergés gratuitement et dotés d'un lopin de terre d'1,8 ha en échange de 75 jours de travail par an sur le domaine, peuvent en devenir usufruitiers après dix années.
Le projet prévoit la création de quatorze fermes expérimentales. Seules neuf sont réalisées, de 1857 à 1861 (Tuyas, Bel-Air, La Serre, Le Pouy, Bouhémy, Le Taston, Jauge-Burlade, Montine, Tuc Gaillat), toutes construites sur le même plan, avec un bâtiment central et des bâtiments d'exploitation destinés à recevoir bétail et fourrage. Chaque ferme possède 500 à 620 hectares plantés de pins et 50 hectares de terres labourables. Crouzet confie à chacune d'elles des missions en matière d'aménagement (défrichement, assainissement, forage de puits) et de production agricole : ovins pour l'une, bovins pour l'autre, culture du maïs, rutabaga, sarrasin, vigne. L'une d'elles est même spécialisée dans le développement de cultures de plantes introduites : betterave de Finlande, igname de Chine, dekkelé d'Afrique, mélilot de Sibérie, quinoa du Pérou. La culture du coton est expérimentée puis rapidement abandonnée.
Un arboretum, planté de liquidambars, séquoias, sassafras, chênes rouges d'Amérique, chênes-lièges, chênes pédonculés, est établi au nord du bourg, de part et d'autre de l'église.
Un chalet de bois, inspiré des chalets Napoléon III de Vichy, dit « Chalet de l'Empereur », est également construit en 1860 sur le domaine de La Serre pour y accueillir le coupe impérial. Devenu vétuste, il est démoli en 1913.

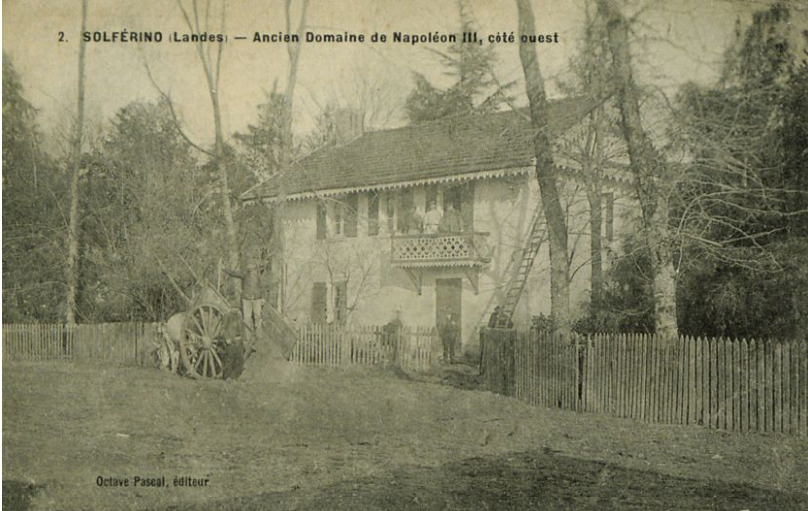
Ancien domaine de Napoléon III

### Après l'empereur
Après la défaite de Sedan en 1870 qui marque la chute du Second Empire, le domaine de Solférino, propriété privée de l'empereur et de l'impératrice, est confisqué et administré par la jeune Troisième République jusqu'à sa restitution en 1873 à Eugénie de Montijo après le décès de Napoléon III cette année-là. Elle le cède en 1905 pour la somme de 1 800 000 francs. Il passe aux mains de Lébert, propriétaire du domaine de Villemarie à La Teste-de-Buch, puis par enchères au cours d'une adjudication judidicaire du 24 septembre 1910 à la maison Bernheim, qui le revend à la veuve d'Henri Schneider, née Eudoxie Asselin (1853-1942). L'ancienne mairie devient le musée Napoléon III, conservant une collection d'objets de la période du Second Empire réunis par Madame Scheider. Il ferme en 1997 pour des raisons de sécurité. Il est de nos jours la propriété de la famille de Rosanbo, descendante de la famille Schneider. La famille de Dufort, également descendante de la famille Schneider, fait don à la commune en 2018 des parcelles qui composent l'arboretum. 
La destitution de Napoléon III, venu à trois reprises sur son domaine des Landes, marque la fin de l'utopie à Solférino et l'abandon progressif des maisons du bourg. Ceci a eu pour effet de préserver ce patrimoine, qui de nos jours constitue un des exemples d'urbanisme de cette période les mieux conservés dans le département. A ce titre, le domaine impérial de Solférino est celui qui présente le meilleur état de conservation parmi l'ensemble des domaines créés par Napoléon III.
L'association Napoléon III et le XXIe siècle est créée en 2018 avec l'objectif de préserver et mettre en valeur ce patrimoine par l'aménagement de l'arboretum et la restauration et la réouverture du musée.

### Protection
Une zone de protection du patrimoine architectural, urbain et paysager est créée en 2001 avec le soutien des bâtiments de France. Elle devient une aire de mise en valeur de l'architecture et du patrimoine (AVAP) en 2013, avant de venir site patrimonial remarquable en 2016. La ferme de Pouy est quant à elle inscrite au titre des Monuments historiques par arrêté du 16 décembre 2010.

## Galerie

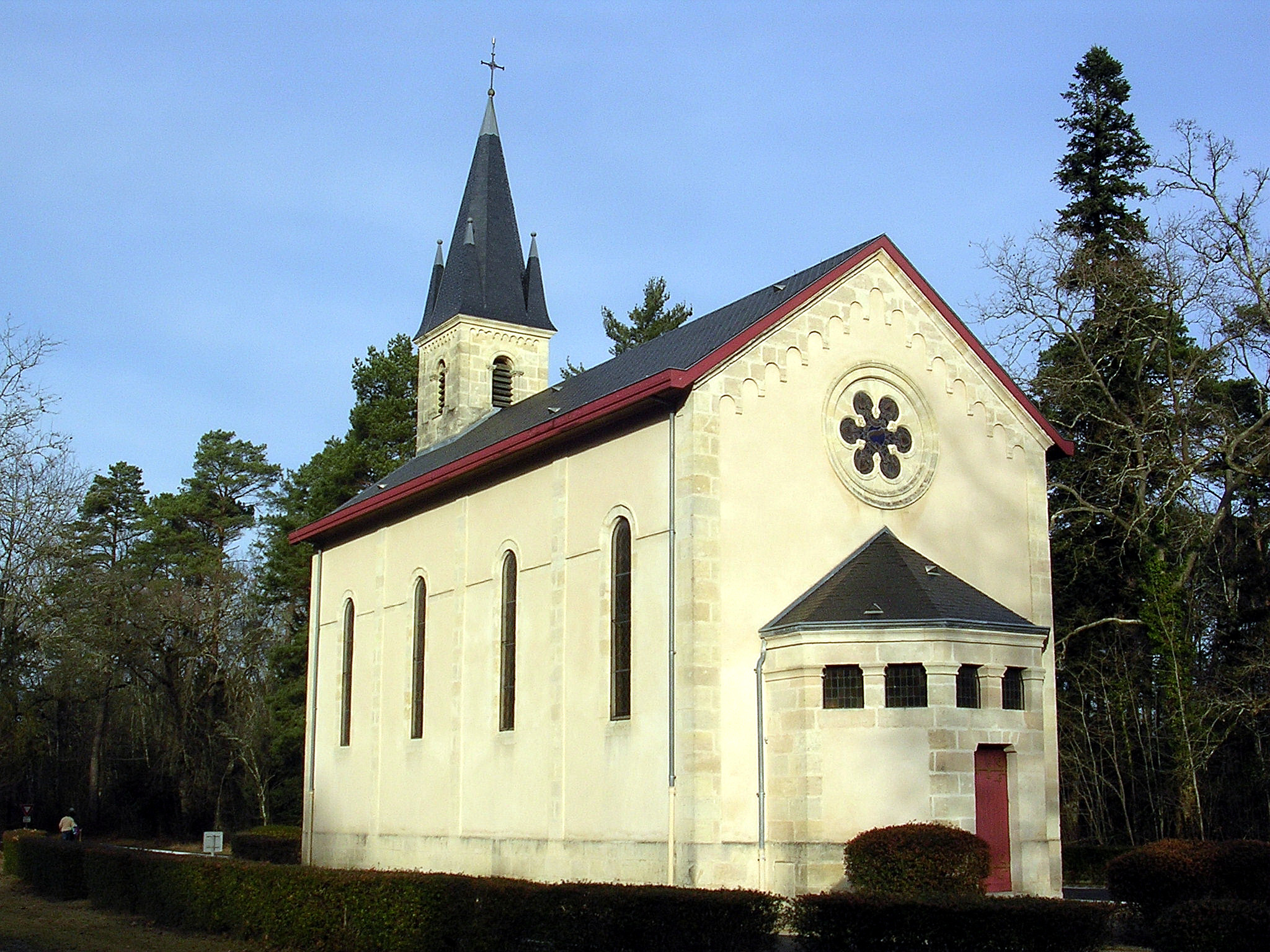
Église Sainte-Eugénie de Solférino.
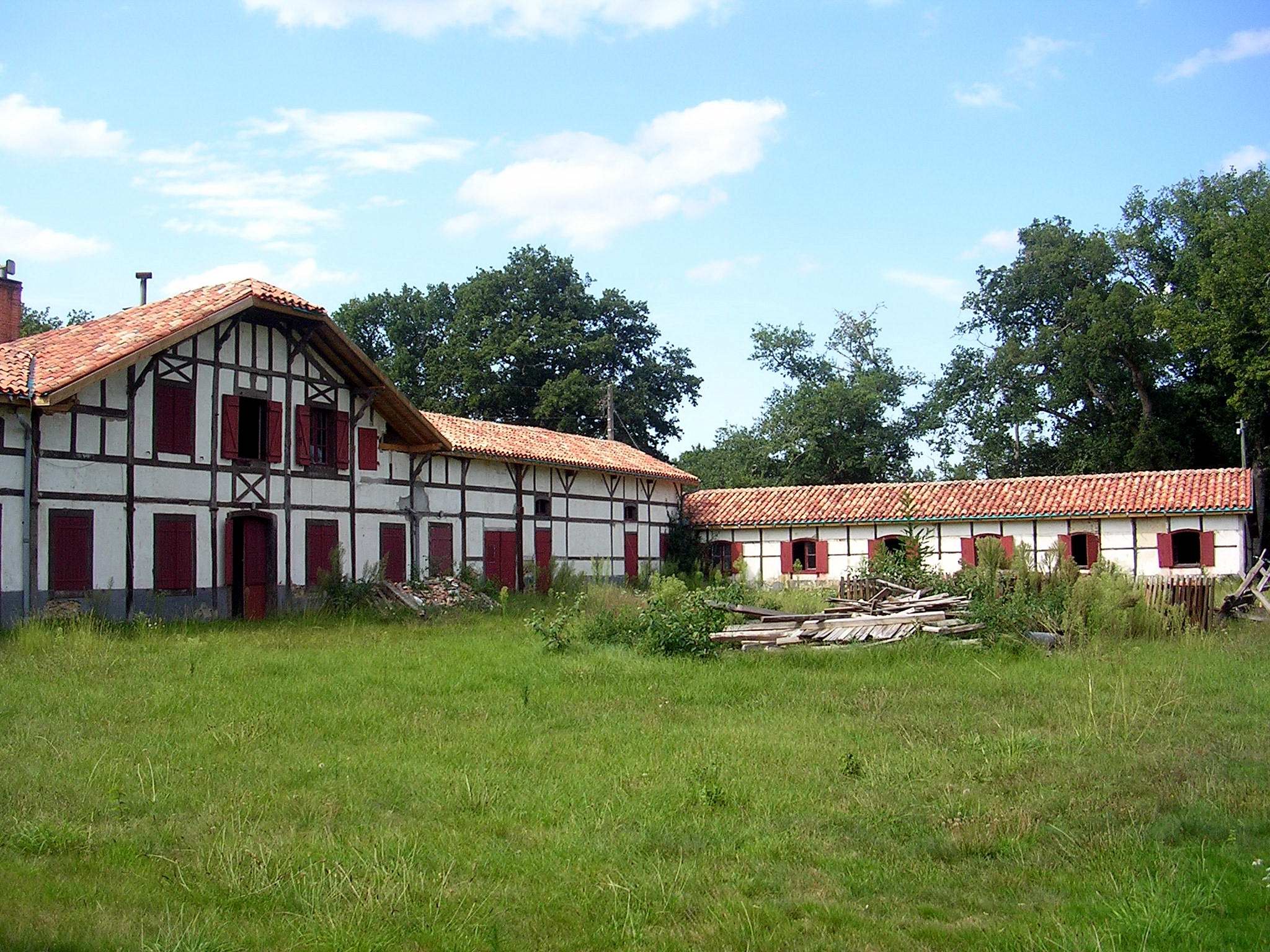
Ferme de Pouy.